# Бойко, Сергей Захарович
Сергей Захарович Бойко (1908 — 1 августа 1980) — передовик советского сельского хозяйства, комбайнёр Петропавловской МТС Курганинского района Краснодарского края, Герой Социалистического Труда (1952).

## Биография
Родился в 1908 году в селе Орлянка Мелитопольского уезда Таврической губернии. Русский.
После освобождения от оккупации Кубани Сергей Захарович стал трудиться в Петропавловской МТС Краснодарского края, комбайнёром. Вскоре вышел в передовики производства Курганинского района.
В 1951 году во время уборки урожая показал высокие результаты в работе. На комбайне "Сталинец-1" за 25 рабочих дней сумел намолотить 8518 центнеров зерновых культур.
Указом Президиума Верховного Совета СССР от 27 июня 1952 года за достижение высоких показателей на уборке и обмолоте зерновых культур в 1951 году Сергею Захаровичу Бойко было присвоено звание Героя Социалистического Труда с вручением ордена Ленина и медали «Серп и Молот».
После реорганизации МТС Бойко продолжал работать на комбайне в местном колхозе «Россия». Вышел на заслуженный отдых в 1960 году.
Проживал в станице Петропавловская. Умер 1 августа 1980 года.

## Награды
За трудовые успехи был удостоен:
- золотая звезда «Серп и Молот» (27.06.1952)
- орден Ленина (27.06.1952)
- орден Трудового Красного Знамени (17.07.1951)
- Медаль «За трудовую доблесть» (17.06.1950)
- Медаль «За трудовую доблесть»
- другие медали.